# Sekundærrute 154
De Sekundærrute 154 is een secundaire weg in Denemarken. De weg loopt van Rønnede via Fakse naar Store Heddinge. De Sekundærrute 154 loopt over het eiland Seeland en is ongeveer 26 km lang.